# Octobre 1774

## Événements
- 5 octobre - 10 novembre : élections générales au Royaume-Uni[1].

- 8 octobre : John Wilkes est élu Lord-Maire de Londres[2]. Réélu aux Communes, il siège à partir de décembre[3] et milite pour la publication des débats dans la presse. Il incarne aux yeux du public la défense des libertés britannique, et soutient les colons américains.

- 9 octobre : les Britanniques battent les Shawnees à la bataille de Point Pleasant ; une trêve est conclue entre les Indiens et Lord Dunmore le 26[4].

- 20 octobre : Warren Hastings est nommé gouverneur général des Indes (1774-1785)[5]. Il accentue la centralisation en plaçant le Trésor du nabab du Bengale sous le contrôle de la Compagnie.
  - La Compagnie anglaise des Indes orientales n’est sauvée de la banqueroute que par l’intervention de l’État. Hasting accorde à la Compagnie le monopole du sel, de l’opium et du salpêtre. Les exportations (sucre, indigo), orientées vers la péninsule arabique et le golfe Persique jusqu’en 1770, le sont vers l’est (Birmanie, Malacca, Chine).

- 26 octobre : le congrès continental invite par une lettre les habitants de la province de Québec à adhérer à la confédération des colonies américaines et s’adresse à la classe marchande pour répandre l’idée d’une sécession[6].

## Naissances
- 8 octobre : Louis Depuch (mort en 1803), minéralogiste français.

## Décès
- Charles Wood (né en 1702), maître de forges anglais.
- 23 octobre : Michel Benoist (né en 1715), jésuite, missionnaire et scientifique français.